# Италијани у Републици Српској
Италијани у Републици Српској(итал. Gli italiani della Repubblica Serba di Bosnia ed Erzegovina) су грађани италијанског поријекла, који живе и раде на територији Републике Српске. Њихова историја на овим просторима траје још од времена Босанско-херцеговачког устанка, када се већи број гарибалдинаца борио у редовима устаничке војске. Доласком аустроугарске окупационе власти, прве италијанске породице, а након страховитих поплава које су 1882. погодиле Италију насељавају подручја прњаворске, лакташке, челиначке, дервентске и сусједних општина. Са собом су донијели своју културу, обичаје, традицију и језик који су се и данас задржали у Републици Српској. Данас је присуство украјинске националне мањине најпримјетније на територији Општине Прњавор, гдје у насељеном мјесту Штивор, од укупног броја становништва, Италијани чине већину.
Италијани су једна од седамнаест службених националних мањина у Републици Српској, а њихове интересе заступају представници и делегати у Савјету националних мањина, и Савезу националних мањина.

## Историјат
Током Устанка у Босни, међу страним добровољцима налазио се и већи број Италијана, који су у највећем броју били сконцентрисани у чети Вида Милановића. Према подацима Ђуре Добрића, учитеља из Книна, које је 1951. доставио Музеју Срба у Хрватској, у устанку је био приличан број гарибалдинаца. Током априла 1876. у устанички логор у Црне Потоке дошао је један Талијанац, како су га устаници звали. Један од Италијана у устанку био је Наполеон Пизани.
Већина Италијана је на теритроију данашње Републике Српске дошла након страховитих поплава које су 1882. погодиле Италију, оставивши за собом пустош, разрушене куће, уништене путеве и љетину. Немогућност опстанка на тим просторима присилила је хиљаде, понајвише младих, радно способних људи, да бољи живот потраже ван граница своје домовине. Многи од њих из најугроженијих покрајина као што су Тренто, Фриули-Венезиа Ђулиа и Венето, завршиће свој пут на територији западне Републике Српске, конкретно, на ширем подручју Бања Луке, Маховљанима крај Лакташа, Штивору поред Прњавора.Прва група Италијана од 25 породица дошла је у септембру 1883. године у насеља Маховљане, Штивор и Бања Луку.  Од тадашњих власти добијају нешто земље и стоке, сјеме, саднице воћа и винове лозе и по старом рецепту из родног краја почиње производња вина и ракије, модернизација пољопривреде и воћарства, граде се нове куће и увећавају имања.
Досељеници из Италије бавили су се пољопрвредом, сточарством, а било их је и који су били шумски радници, прерађивачи дрвета, грађевинари, и друго. Бавили су се својим обртом, а способнији, као предузетници, оснивали су предузећа, пилане, градили пруге и слично. У селу Шибовска близу Штивора, гдје су живјели Њемци, 1902. године отворена је прва основна школа у којој се учио и италијански језик. Данас се у Штивору још увијек говори италијански језик са дијалектом, краја одакле су дошли.
Највише трага у Бања Луци оставио је гроф Ђан Вито Дел Местри који је стигао из италијанске Медее, постојбине ове племићке лозе од прве половине 16. вијека. Управо је гроф подигао и прву модерну циглану у Бањалуци, а посветио се и виноградарству. Гроф Дел Местри, који је био члан градског вијећа и почасни италијански конзул, још се по нечем прочуо. Прије Другог свјетског рата поклонио је бањалучкој општини једну од најљепших улица, улицу Милана Радмана, данас улица Олимпијских побједника која се, кроз дрворед са тротоарима протеже од парка Младен Стојановић до Транзитног пута. Породице које су дошле из Италије и такође оставиле видљив траг у граду на Врбасу су и породица Пасколо која је такође имала циглану, Соравие су били познати грађевински предузетници, а породица Орландо градитељи и познати аутомеханичари.

## Религија
Италијани у Републици Српској, као и већина њихових сународника, у матичној земљи, као и широм свијета су католичке вјероисповијести. На територији Републике Српске, постоје два сакрална објекта, католичке цркве, у којима своје вјерске обреде обављају припадници италијанског народа. Жупна црква Светог Фрање Асишког је смјештена у Маховљанима код Лакташа, а у Штивору код Прњавора, се налази Црква Светог Ивана Крститеља.

## Удружења
Данас у Српској постоје два удружења. Једно од њих је Удружење Италијана Бања Лука основано 2004. године, чији је главни циљ да на крајње аполитичан начин повезују људе италијанског поријекла и едукују их о свом језику и култури. Удружење укупно има 156 чланова, од тога 122 члана италијанског поријекла од 31 италијанске породице и 34 члана симпатизера италијанског језика и културе. Удружење Италијана Бања Лука редовно организује манифестације и догађаје, чији циљ је промоција италијанске културе и упознавање са италијснким народом.
Друго удружење Италијана у Српској је Удружење грађана „Трентини Ди Стивор“ из Штивора. Удружење Италијана из Штивора, општина Прњавор, сваке године организују „Машкаре“, манифестацију којом Италијани у овом дијелу Репулике Српске чувају обичаје својих предака са сјевера Италије, из покрајине Тренто. Мјештани Штивора сваке године, уочи почетка васкршњег поста, пјесмом, игром и забавом под маскама, како се вјерује, тјерају зле духове из села. Када су први италијански досељеници населили подручје око Прњавора, са собом су донијели и традицију обиљежавања свечаног периода уочи коризме. Традицију која траје преко стодвадесет година. Јавна прослава је парада у којој маскирани учесници шетају и плешу.

## Распрострањеност
Припадником италијанске националне мањине у Републици Српској сматра се особа која има или само Држављанство Републике Српске, или и Републике Српске и Републике Италије, која живи на простору Републике Српске најмање три генерације или сто година, чија породица, било по женској или мушкој линији, води документовано поријекло из било којег подручја државе Италије.
По попису становништва 2013. у Босни и Херцеговини, а према подацима које је издао Републички завод за статистику, и који су једини валидни за Републику Српску, у Републици Српској је живјело 248 Италијана. У прњаворском насељеном мјесту Штивор, представљају најбројнију етничку заједницу. Италијани настањују сљедеће општине и градове:
| Италијани, по општинама и градовима, према попису становништва 2013. у Републици Српској |        |
| јединица локалне самоуправе                                                              | укупно |
| укупно                                                                                   | 248    |
| Бања Лука                                                                                | 47     |
| Бијељина                                                                                 | 2      |
| Брод                                                                                     | 3      |
| Градишка                                                                                 | 8      |
| Добој                                                                                    | 6      |
| Источно Ново Сарајево                                                                    | 1      |
| Костајница                                                                               | 1      |
| Лакташи                                                                                  | 9      |
| Модрича                                                                                  | 2      |
| Петрово                                                                                  | 3      |
| Приједор                                                                                 | 3      |
| Прњавор                                                                                  | 155    |
| Рогатица                                                                                 | 1      |
| Србац                                                                                    | 1      |
| Теслић                                                                                   | 1      |
| Требиње                                                                                  | 1      |
| Фоча                                                                                     | 1      |
| Челинац                                                                                  | 4      |

## Значајне личности
- Алесандра Делшашо Лепир, делегат у четвртом сазиву Вијећа народа Републике Српске из реда осталих народа.
- Ђан Вито Дел Местри, гроф који је стигао из италијанске Медее и подигао прву модерну циглану у Бањалуци.
- Фрањо Ровер, предсједник Савеза националних мањина Републике Српске.